# Przednutka krótka

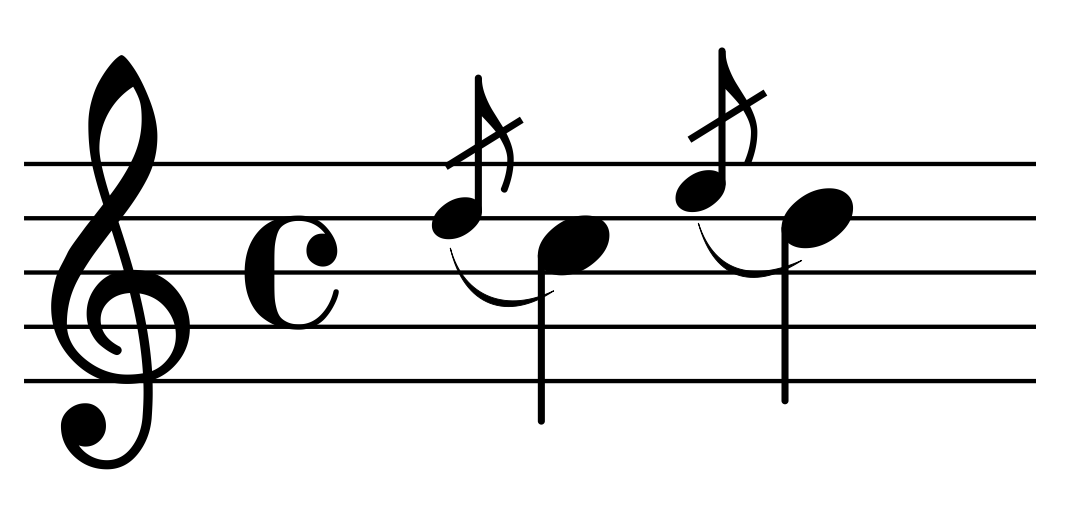
Zapis pojedynczych przednutek krótkich

Przednutka krótka (wł. acciaccatura) – ozdobnik polegający na wykonaniu przed głównym dźwiękiem krótkiej, nieakcentowanej wartości rytmicznej (jednej lub kilku). W przebiegach melodycznych przednutkę krótką najczęściej tworzy interwał górnej lub dolnej sekundy. Charakterystyczną cechą przednutki krótkiej jest to, że nie jest podany dokładny czas jej trwania, który ujmuje ona głównej nucie.
Jeżeli przednutka krótka jest zapisana za kreską taktową lub w środku taktu, wykonuje się ją na nominalnej mierze nuty, przed którą jest umieszczona. Jeżeli jest zanotowana przed kreską taktową, należy ją wykonać przed kolejną miarą taktu, skracając ostatnią poprzedzającą wartość rytmiczną.
Przednutki krótkie zapisywane są drobniejszym pismem nutowym, przednutka pojedyncza ma formę przekreślonej ósemki lub szesnastki; jeżeli przednutkę tworzą dwie lub więcej nut, nie stosuje się przekreślenia.
W okresie baroku (m.in. dla Domenico Scarlattiego) acciaccatura miała inne znaczenie. Był to bowiem ozdobnik harmoniczny polegający na ostrym dysonansowym zaatakowaniu pełnego akordu.